# Selezioni giovanili della nazionale maschile di pallavolo di El Salvador
Le selezioni giovanili della nazionale maschile di pallavolo di El Salvador sono gestite dalla federazione pallavolistica di El Salvador (FSV) e partecipano ai tornei pallavolistici internazionali per squadre nazionali maschili limitatamente a specifiche classi d'età.

## Under 23
La selezione nazionale under 23 rappresenta El Salvador nelle competizioni internazionali dove il limite di età è di 23 anni.
| 2012 | non qualificata |
| 2014 | 6º posto        |
| 2016 | non qualificata |
| 2018 | non qualificata |
| 2021 | non qualificata |
| 2023 | non qualificata |

## Under 21
La selezione nazionale under 21 rappresenta El Salvador nelle competizioni internazionali dove il limite di età è di 21 anni.
| 1998 | ?               |
| 2000 | ?               |
| 2002 | ?               |
| 2004 | non qualificata |
| 2006 | non qualificata |
| 2008 | 8º posto        |
| 2010 | non qualificata |
| 2012 | non qualificata |
| 2014 | 8º posto        |
| 2016 | non qualificata |
| 2018 | non qualificata |

| 2011 | non qualificata |
| 2015 | 7º posto        |
| 2017 | non qualificata |
| 2019 | non qualificata |
| 2022 | non qualificata |
| 2023 | non qualificata |

## Under 19
La selezione nazionale under 19 rappresenta El Salvador nelle competizioni internazionali dove il limite di età è di 19 anni.
| 1998 | ?               |
| 2000 | ?               |
| 2002 | ?               |
| 2004 | non qualificata |
| 2006 | non qualificata |
| 2008 | 5º posto        |
| 2010 | non qualificata |
| 2012 | non qualificata |
| 2014 | non qualificata |
| 2016 | non qualificata |
| 2018 | non qualificata |